# 1957 في روسيا
فيما يلي قوائم الأحداث التي وقعت خلال عام 1957 في روسيا.

## أحداث
- 29 سبتمبر – كارثة كيشتيم

## مواليد

### يناير
- 19 يناير – نيكولاي لاريونوف لاعب كرة قدم روسي.
- 30 يناير – فاسيلي يوريافيتش غولوبيف سياسي روسي.

### مارس
- 1 مارس – رستم مينيخانوف سياسي روسي.
- 28 مارس – إيغور سرجون
- 30 مارس – يلينا كونداكوفا

### مايو
- 23 مايو – سيرجي بلوخي مؤرخ أوكراني.

### يونيو
- 13 يونيو – رينات داساييف لاعب كرة قدم روسي.

### يوليو
- 12 يوليو – ليونيد ريمان سياسي روسي.
- 29 يوليو – نيلي كيم

### أغسطس
- 7 أغسطس – ألكسندر ديتياتين

### سبتمبر
- 10 سبتمبر – أندري ماكين كاتب فرنسي.
- 20 سبتمبر – فلاديمير تكاشينكو

### أكتوبر
- 7 أكتوبر – يفيم ريزفان
- 30 أكتوبر – ألكسندر ازوتكين

### ديسمبر
- 8 ديسمبر – ميخائيل كاسيانوف سياسي روسي.
- 10 ديسمبر – فيكتور بانكراشكين

## وفيات

### فبراير
- 2 فبراير – غريغوري لاندسبيرغ (مواليد 1890)
- 13 فبراير – نيستور موناستيريف (مواليد 1887)